# Liste der Biografien/Kov
Liste der Biografien |
Portal Biografien |
Personensuche
# |
A |
B |
C |
D |
E |
F |
G |
H |
I |
J |
K |
L |
M |
N |
O |
P |
Q |
R |
S |
T |
U |
V |
W |
X |
Y |
Z |
?
 
Ka |
Kb |
Kc |
Kd |
Ke |
Kf |
Kg |
Kh |
Ki |
Kj |
Kl |
Km |
Kn |
Ko |
Kp |
Kr |
Ks |
Kt |
Ku |
Kv |
Kw |
Ky |
Kx |
Kz
 
Koa |
Kob |
Koc |
Kod |
Koe |
Kof |
Kog |
Koh |
Koi |
Koj |
Kok |
Kol |
Kom |
Kon |
Koo |
Kop |
Kor |
Kos |
Kot |
Kou |
Kov |
Kow |
Kox |
Koy |
Koz
Die Liste der Biografien führt alle Personen auf, die in der deutschsprachigen Wikipedia einen Artikel haben. Dieses ist eine Teilliste mit 307 Einträgen von Personen, deren Namen mit den Buchstaben „Kov“ beginnt.

## Kov

### Kova

#### Kovac
- Kováč, Alan (* 1993), slowakischer Fußballspieler
- Kovač, Aleksandra (* 1974), serbische Sängerin, Komponistin, Songschreiberin, Arrangeurin und Produzentin
- Kovac, Ben (* 2000), luxemburgisch-slowakischer Basketballspieler
- Kovac, Daniel (* 1956), slowenischer Sänger
- Kováč, Igor (* 1969), slowakischer Leichtathlet
- Kováč, Ivan (1948–2023), slowakischer Mittelstreckenläufer
- Kováč, Jakub (* 1997), slowakischer Volleyballspieler
- Kovač, Josef (* 1953), deutscher Sachbuchautor, Verleger und Hochschullehrer
- Kovač, Karolina (* 1984), kroatische Sängerin
- Kovac, Kordula (* 1957), deutsche Politikerin (CDU), MdB
- Kovač, Marko (* 1987), kroatischer Fußballspieler
- Kováč, Maroš (* 1977), slowakischer Radrennfahrer
- Kovac, Michael (* 1970), österreichischer Wrestler
- Kováč, Michal (1930–2016), slowakischer Politiker und Staatspräsident
- Kovač, Miha (* 1960), slowenischer Buchwissenschaftler, Hochschulprofessor und Verleger
- Kovač, Milomir (1962–2022), deutscher Tierarzt und Autor
- Kovač, Miro (* 1968), kroatischer Diplomat und Politiker (HDZ)
- Kovač, Mišo (* 1941), jugoslawischer bzw. kroatischer Sänger
- Kovač, Nemanja (* 1996), bosnischer E-Sportler
- Kovač, Niko (* 1971), kroatischer Fußballspieler und -trainerNiko Kovač (* 1971)

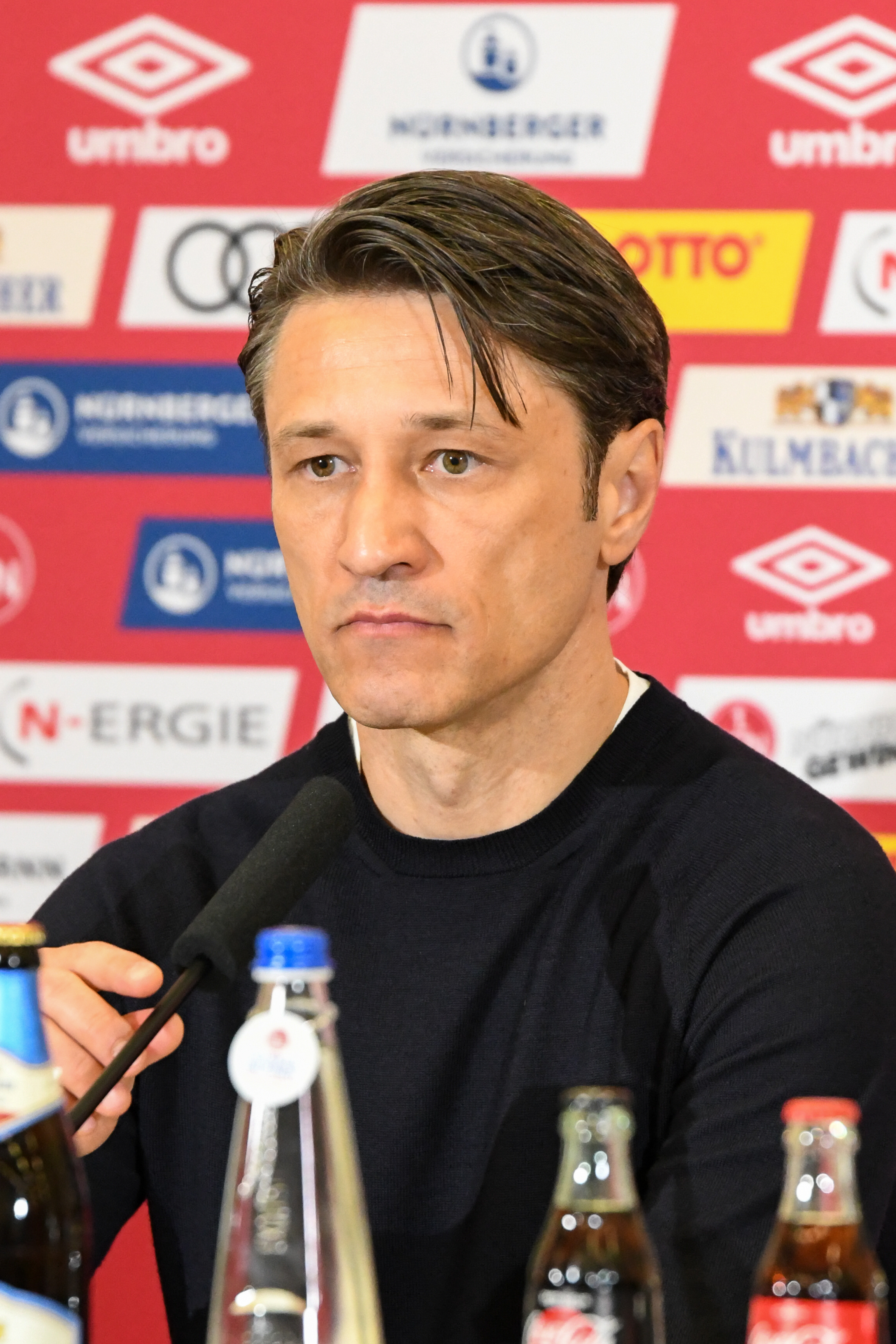
Niko Kovač (* 1971)

- Kovač, Nikola (* 1997), bosnischer E-Sportler
- Kováč, Radoslav (* 1979), tschechischer Fußballspieler
- Kovač, Robert (* 1974), kroatischer Fußballspieler
- Kovac, Roberto (* 1990), schweizerischer Basketballspieler
- Kovac, Roland (1927–2013), österreichischer Jazzmusiker
- Kovac, Sara (* 1997), kanadische Volleyballspielerin
- Kovač, Tinkara (* 1978), slowenische Sängerin und Flötistin
- Kovač, Viva (* 2001), kroatische Leichtathletin
- Kováč, Vladimír (* 1991), slowakischer Fußballspieler
- Kovac-Zemen, Andreas († 1992), deutscher Schauspieler
- Kovačec, Dino (* 1993), kroatischer Fußballspieler
- Kovačec, Ivan (* 1988), kroatischer Fußball- und Futsalspieler, Fußballtrainer
- Kovačec, Jan (* 2002), kroatischer Handballspieler
- Kovacec, Kreso (* 1969), deutscher Fußballspieler
- Kovačec, Marina (* 1987), kroatische Biathletin
- Kováčech, Marek (* 1989), slowakischer Handballspieler
- Kovacev, Goran (* 1979), deutscher Basketballspieler
- Kovačev, Lala (1939–2012), serbischer Jazzmusiker
- Kovačević, Aleksa (* 2002), serbisch-deutscher Basketballspieler
- Kovacevic, Aleksandar (* 1998), US-amerikanischer TennisspielerAleksandar Kovacevic (* 1998)

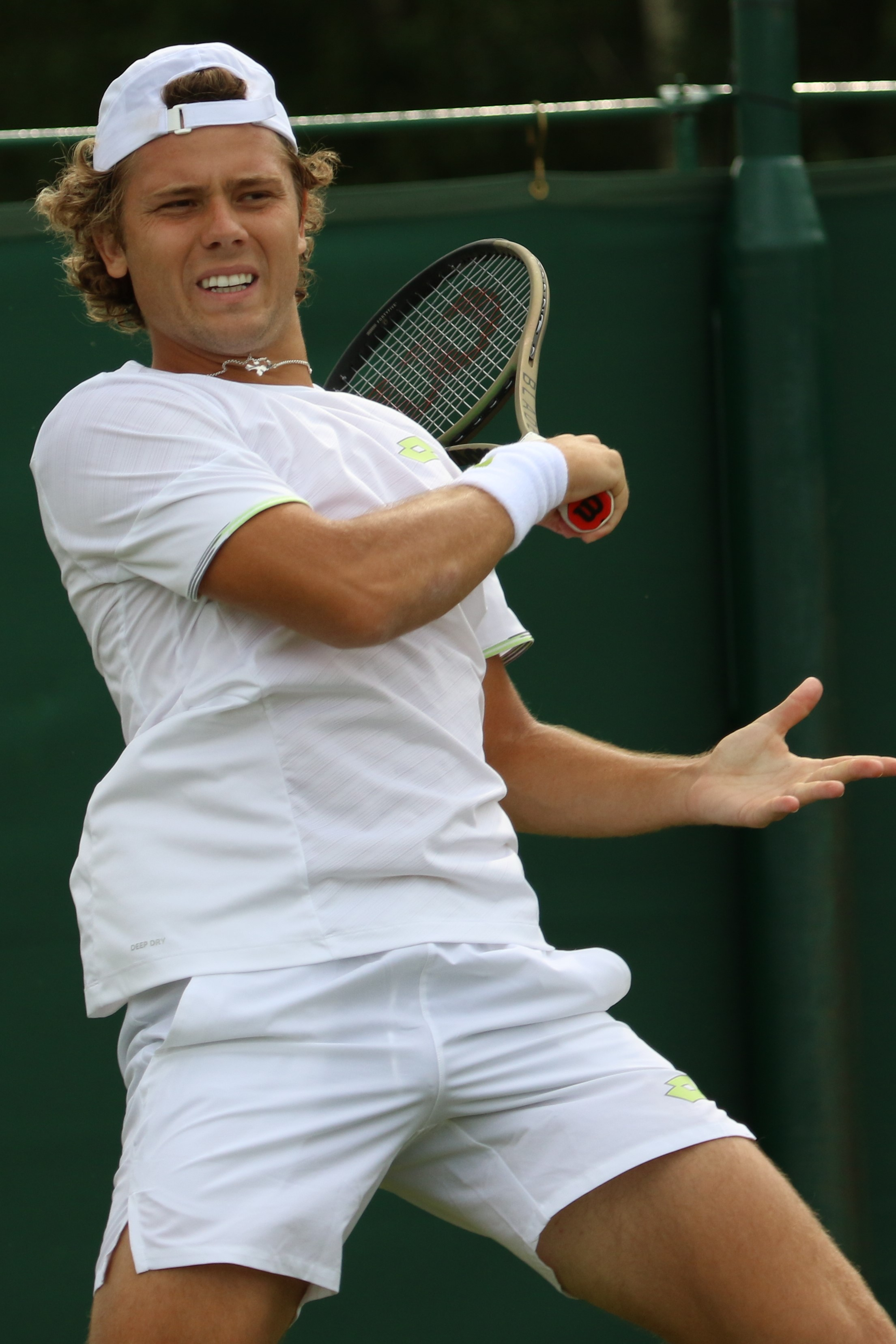
Aleksandar Kovacevic (* 1998)

- Kovačević, Antonijo (* 1987), kroatischer Handballspieler
- Kovacevic, Bozo (* 1979), österreichischer Fußballspieler und -trainer
- Kovacevic, Christian (* 1983), österreichischer Politiker (SPÖ), Abgeordneter zum Nationalrat
- Kovacevic, Damjan (* 2004), österreichischer Fußballspieler
- Kovačević, Danijel (* 1978), kroatischer Fußballspieler
- Kovačević, Darko (* 1973), serbischer Fußballspieler
- Kovačević, Dejan (* 1996), deutscher Basketballspieler bosnischer Abstammung
- Kovačević, Denis (* 2002), bosnischer Fußballspieler
- Kovacevic, Dino (* 1999), österreichischer Fußballspieler
- Kovačević, Dušan (* 1948), serbischer Dramatiker, Drehbuchautor, Regisseur und Diplomat
- Kovacevic, Ema (* 2006), belgische Tennisspielerin
- Kovačević, Goran (1955–2014), jugoslawischer bzw. bosnischer Musiker, Sänger und Songwriter
- Kovačević, Goran (* 1971), Schweizer Akkordeonist und Komponist
- Kovačević, Hrvoje (* 1986), kroatischer Basketballspieler
- Kovačević, Ivana (* 1994), serbische Skilangläuferin
- Kovačević, Jovan (* 1970), serbischer Handballspieler und -trainer
- Kovačević, Krešimir (* 1994), kroatischer Fußballspieler
- Kovačević, Lidija (* 1963), jugoslawische Schauspielerin
- Kovačević, Marijan (* 1973), kroatischer Fußballspieler und -trainer
- Kovačević, Marijana (* 1978), kroatische Tennisspielerin
- Kovačević, Marjan (* 1957), serbischer Großmeister der Schachkomposition
- Kovačević, Marko (* 1985), serbischer Eishockeyspieler
- Kovačević, Mersad (* 1956), jugoslawischer Fußballspieler
- Kovačević, Nenad (* 1980), serbischer Fußballspieler
- Kovačević, Nikola (* 1983), serbischer Volleyballspieler
- Kovačević, Oliver (* 1974), serbischer Fußballtorhüter
- Kovačević, Predrag (* 1982), serbischer Boxer
- Kovačević, Radomir (1954–2006), jugoslawischer Judoka
- Kovačevič, Sabahudin (* 1986), slowenischer Eishockeyspieler
- Kovačević, Saša (* 1985), serbischer Sänger
- Kovačević, Sava (1905–1943), jugoslawischer PartisanSava Kovačević (1905–1943)

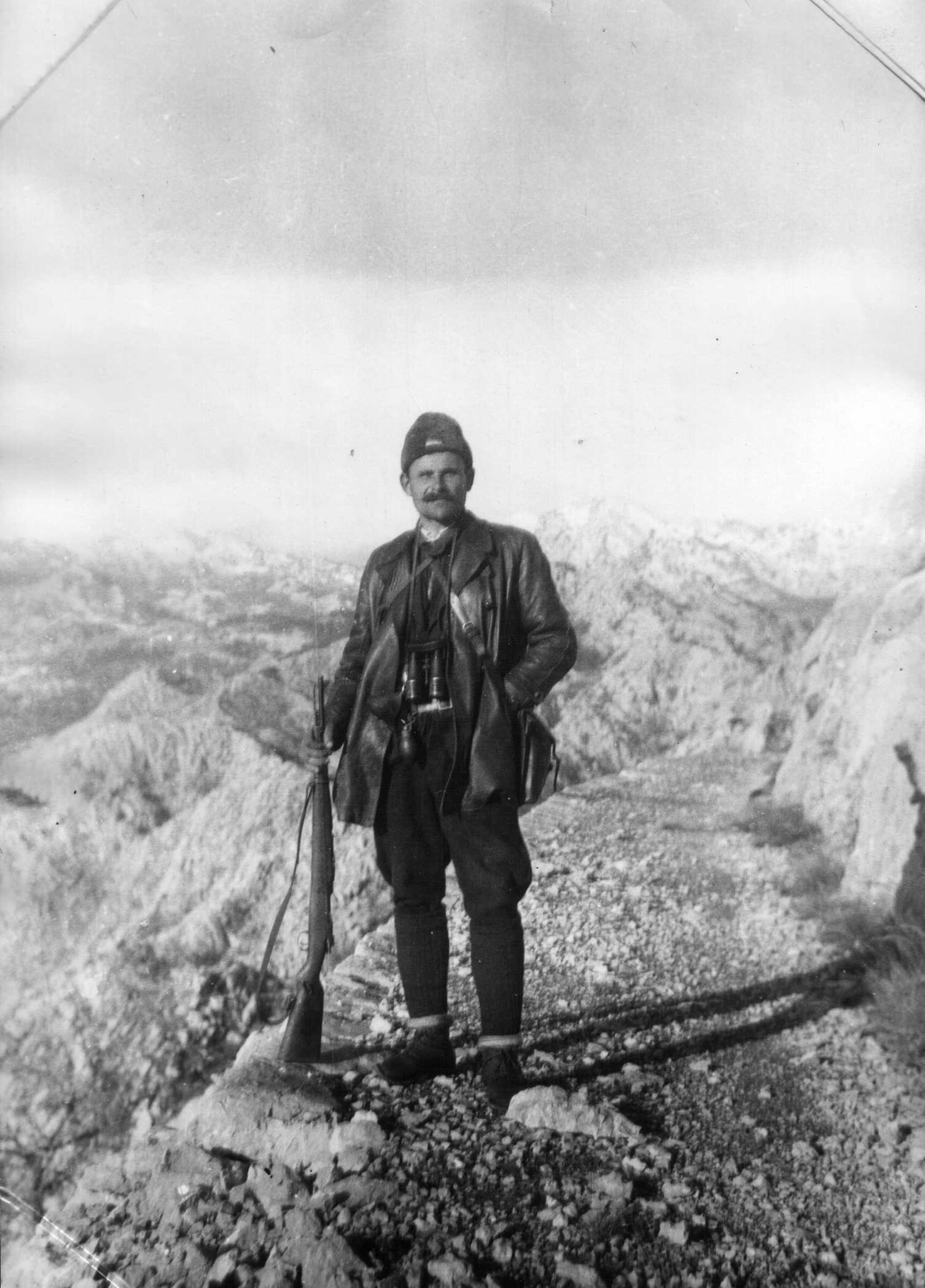
Sava Kovačević (1905–1943)

- Kovačević, Stjepan (1841–1913), Politiker und Minister
- Kovačević, Uroš (* 1993), serbischer Volleyballspieler
- Kovačević, Vladan (* 1998), bosnischer Fußballspieler
- Kovačević, Vladimir (1940–2016), jugoslawischer Fußballspieler und -trainer
- Kovačević, Vlatko (* 1942), kroatischer Schachspieler
- Kovačević, Živorad (1930–2011), jugoslawischer Politiker und Diplomat
- Kovacevich, Christopher (1928–2010), US-amerikanischer Geistlicher, Metropolit von Libertyville und Chicago, Primas der serbisch-orthodoxen Kirche in den USA
- Kovacevich, Stephen (* 1940), US-amerikanischer Pianist und Dirigent
- Kovačevski, Dimitar (* 1974), nordmazedonischer Politiker
- Kovach, June (1932–2010), Schweizer Pianistin und Filmschaffende
- Kovachevich, Thomas (* 1942), US-amerikanischer zeitgenössischer Performancekünstler und Objektkünstler
- Kovachich, Martin Georg (1743–1821), ungarischer Geschichtsforscher und Diplomatiker
- Kovačič, Andraž (* 1985), slowenischer Fußballschiedsrichterassistent
- Kovacic, Antun (* 1981), australischer Fußballspieler
- Kovačič, Danijel (* 1987), deutsch-kroatischer Eishockeyspieler
- Kovacic, Ernst (* 1943), österreichischer Geiger und Dirigent
- Kovačić, Isabel (* 1997), kroatische Volleyballspielerin
- Kovačić, Ivan Goran (1913–1943), jugoslawischer Schriftsteller
- Kovačič, Jaroslav (* 1984), slowenischer Triathlet
- Kovačič, Lojze (1928–2004), slowenischer Schriftsteller und Pädagoge
- Kovačić, Mateo (* 1994), kroatisch-österreichischer FußballspielerMateo Kovačić (* 1994)

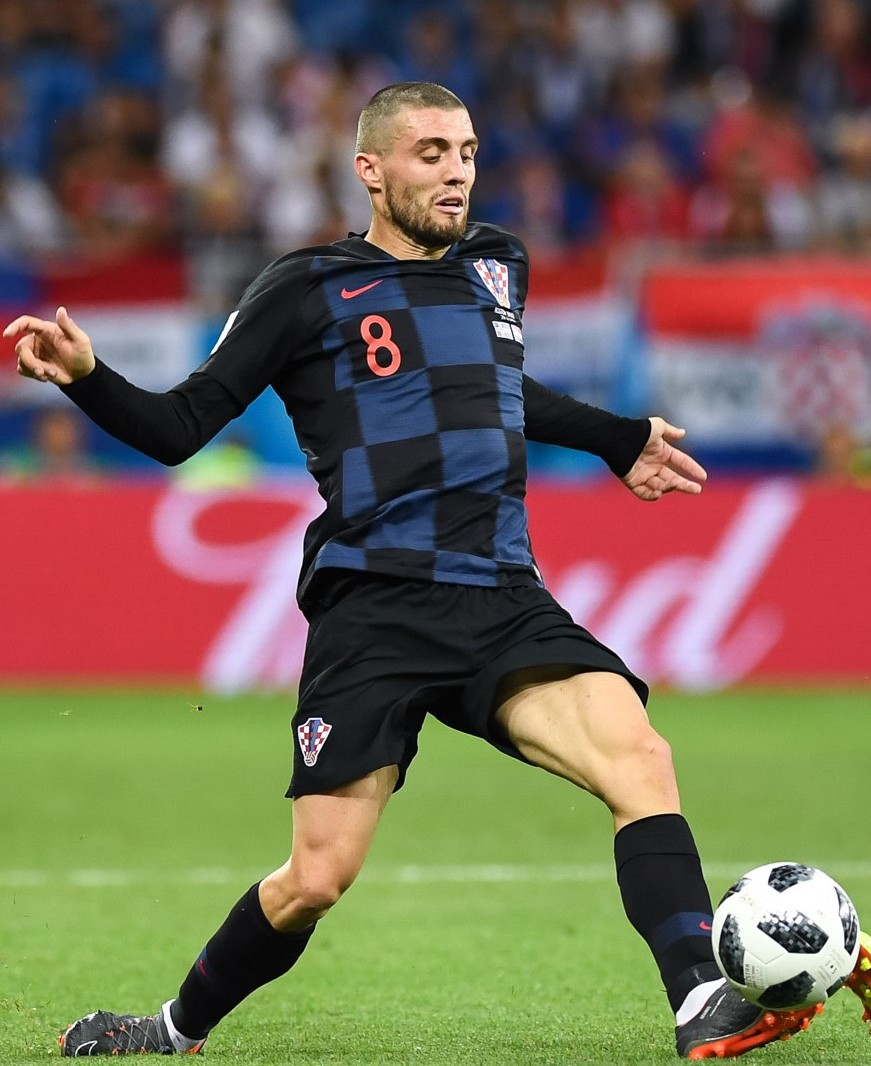
Mateo Kovačić (* 1994)

- Kovačič, Nikolina (* 1986), kroatische Volleyballspielerin
- Kovačić, Slavko (* 1950), jugoslawischer Fußballspieler und -trainer, kroatischer Fußballtrainer
- Kovacic, Tomaz, slowenisch-österreichischer Opernsänger (Bariton)
- Kovačić, Viktor (1874–1924), jugoslawischer Architekt
- Kovačić, Vito (* 2005), kroatischer Leichtathlet
- Kovačić, Vladimir (* 1950), jugoslawischer Fußballspieler
- Kovačić, Zdravko (1925–2015), jugoslawischer Wasserballspieler
- Kovačičová, Stella (* 2001), slowakische Tennisspielerin
- Kovacik, Becca, Managerin und Filmproduzentin
- Kovačík, Luděk (* 1961), tschechoslowakischer Fußballspieler
- Kovack, Nancy (* 1935), US-amerikanische Film- und Theaterschauspielerin sowie ehemaliges FotomodellNancy Kovack (* 1935)

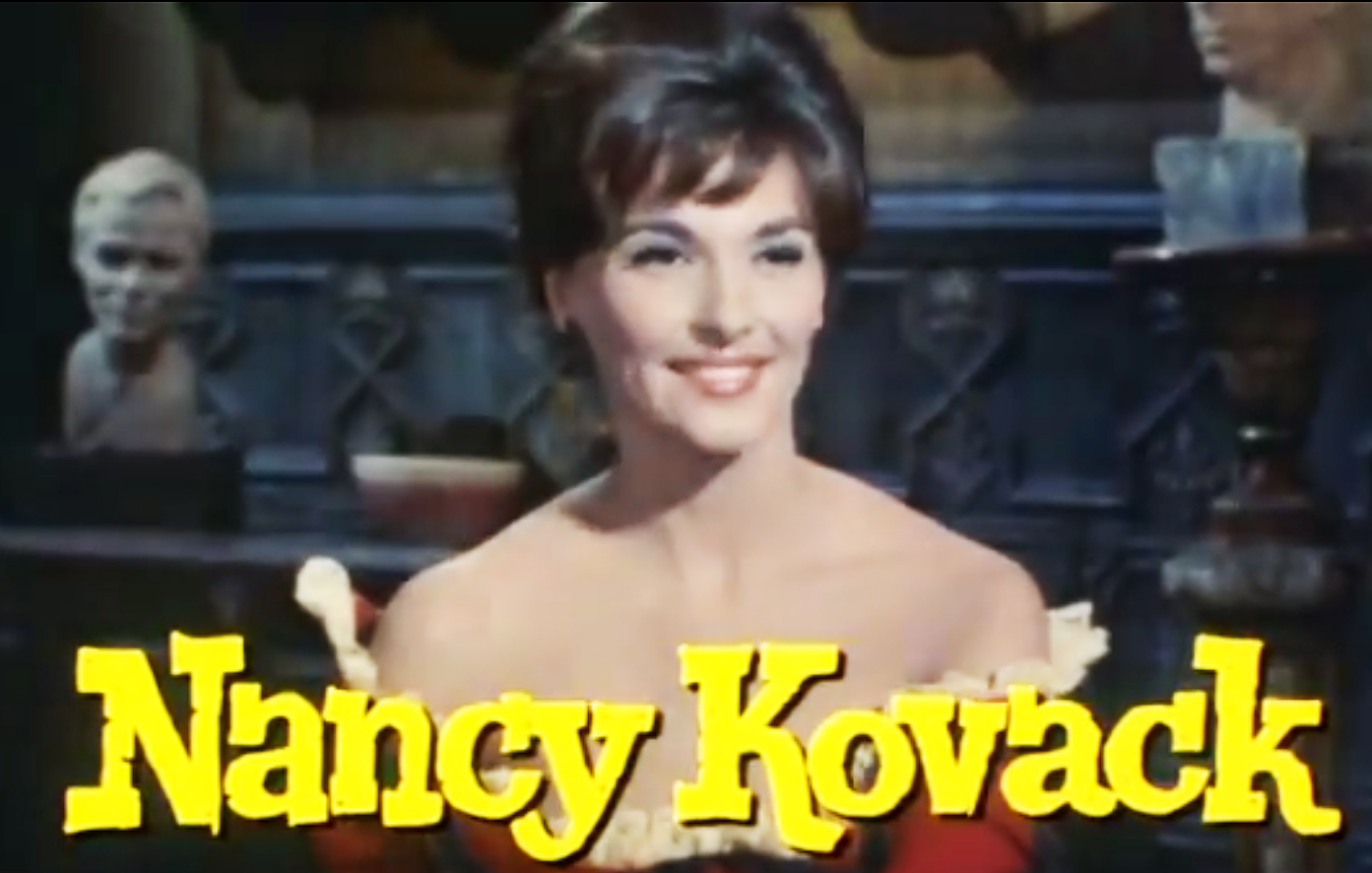
Nancy Kovack (* 1935)

- Kovačková, Alena (* 2008), tschechische Tennisspielerin
- Kovačková, Jana (* 2010), tschechische Tennisspielerin
- Kováčová, Zuzana (* 1979), slowakische Fußballschiedsrichterin
- Kovačovicová, Lenka (* 2001), slowakische Leichtathletin
- Kovačovský, Patrik (* 1970), slowakischer Künstler und Kurator
- Kovács, Adalbert (1920–1999), rumänischer Fußballspieler
- Kovács, Adorján Ferenc (* 1958), deutscher Arzt und Publizist
- Kovács, Ágnes (* 1981), ungarische Schwimmerin
- Kovács, Ákos (* 1968), ungarischer Popsänger
- Kovács, Andor (1929–1989), ungarischer Jazzmusiker (Gitarre, Komposition)
- Kovács, András (1925–2017), rumänisch-ungarischer Filmregisseur und Drehbuchautor
- Kovács, András (* 1947), ungarischer Soziologe und Antisemitismusforscher
- Kovács, Angela (* 1964), schwedische Schauspielerin
- Kovács, Antal (* 1972), ungarischer Judoka
- Kovács, Árpád (* 2005), ungarischer Leichtathlet
- Kovács, Attila (1938–2017), ungarisch-deutscher Maler und Zeichner
- Kovács, Attila (* 1960), ungarischer Leichtathlet
- Kovács, Béla (1908–1959), ungarischer Politiker
- Kovács, Béla (1937–2021), ungarischer Komponist, Dirigent und Klarinettist
- Kovács, Béla (* 1960), ungarischer Politiker (), MdEP
- Kovacs, Bill (1949–2006), US-amerikanischer Informatiker, Unternehmer und Computergrafiker
- Kovács, Csaba (* 1984), ungarischer Eishockeyspieler
- Kovács, Dénes (1930–2005), ungarischer Violinist
- Kovács, Edit (* 1954), ungarische Florettfechterin
- Kovács, Elisabeth (1930–2013), österreichische Historikerin
- Kovacs, Ella (* 1964), rumänische Leichtathletin
- Kovács, Endre (1927–2007), ungarischer Ordensgeistlicher, römisch-katholischer Weihbischof im Erzbistum Eger
- Kovács, Endre (1936–2015), ungarischer Organist, Konzertveranstalter und Konzertdramaturg
- Kovacs, Ernie (1919–1962), US-amerikanischer Schauspieler, Komiker und MusikerErnie Kovacs (1919–1962)

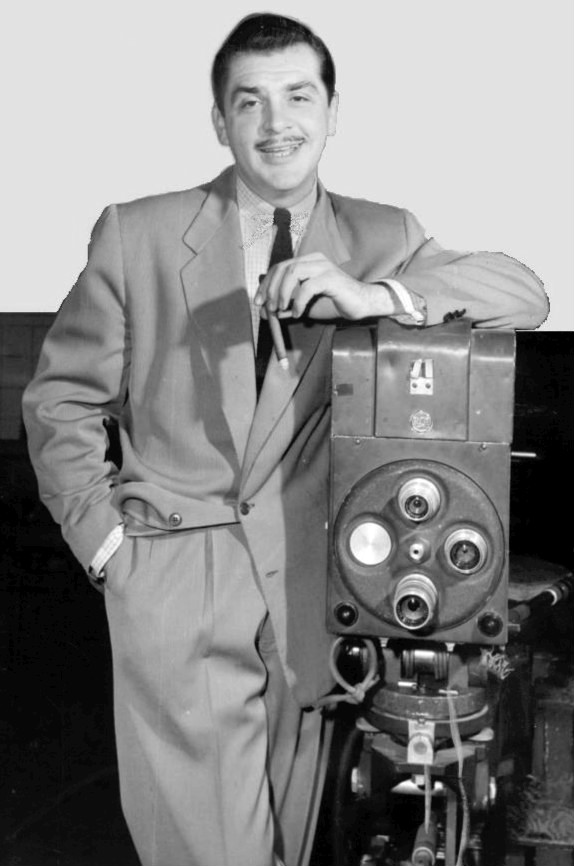
Ernie Kovacs (1919–1962)

- Kovács, Ernst (* 1884), österreichischer Wasserballspieler
- Kovács, Erzsi (1928–2014), ungarische Sängerin
- Kovács, Ferenc Soma (* 2004), ungarischer Langstreckenläufer
- Kovács, Flórián (1754–1825), Bischof der römisch-katholischen Kirche von Satu Mare (Sathmar)
- Kovacs, Gabor, österreichischer Pneumologe
- Kovács, Gedeon (1931–2023), ungarisch-deutscher Filmregisseur
- Kovács, Gergely (* 1968), rumänisch-ungarischer Geistlicher, römisch-katholischer Erzbischof von Alba Iulia
- Kovacs, Günter (* 1968), österreichischer Politiker (SPÖ), Landtagsabgeordneter
- Kovács, Gyula (1929–1992), ungarischer Jazzmusiker (Schlagzeug)
- Kovács, Ida (* 1975), ungarische Marathonläuferin
- Kovács, Imre (1921–1996), ungarischer Fußballspieler
- Kovács, Iosif (1921–2003), rumänischer Fußballspieler
- Kovács, István (* 1950), ungarischer Ringer
- Kovács, István (* 1970), ungarischer Boxer
- Kovács, István (* 1984), rumänisch-ungarischer FußballschiedsrichterIstván Kovács (* 1984)

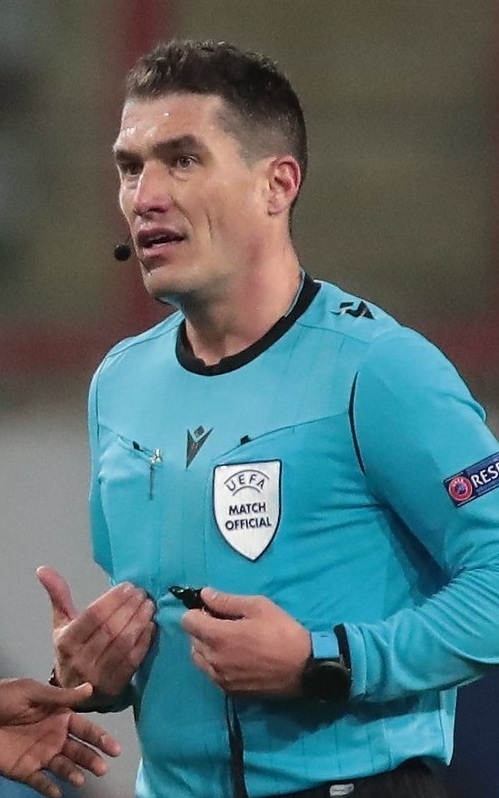
István Kovács (* 1984)

- Kovács, Iván (* 1970), ungarischer Degenfechter
- Kovacs, Joachim (* 1984), österreichischer Politiker
- Kovacs, Joe (* 1989), US-amerikanischer Kugelstoßer
- Kovács, József (1911–1990), ungarischer Leichtathlet
- Kovács, József (1926–1987), ungarischer Leichtathlet
- Kovács, Judit (* 1956), ungarische Bogenschützin
- Kovacs, Julia (* 2011), deutsche Kinderdarstellerin
- Kovács, Kálmán (* 1965), ungarischer Fußballspieler
- Kovács, Károly, ungarischer Radrennfahrer
- Kovács, Károly (1908–1966), ungarisch-französischer Fußballspieler
- Kovács, Katalin (* 1976), ungarische Kanutin
- Kovács, Kati (* 1944), ungarische Schauspielerin und SängerinKati Kovács (* 1944)

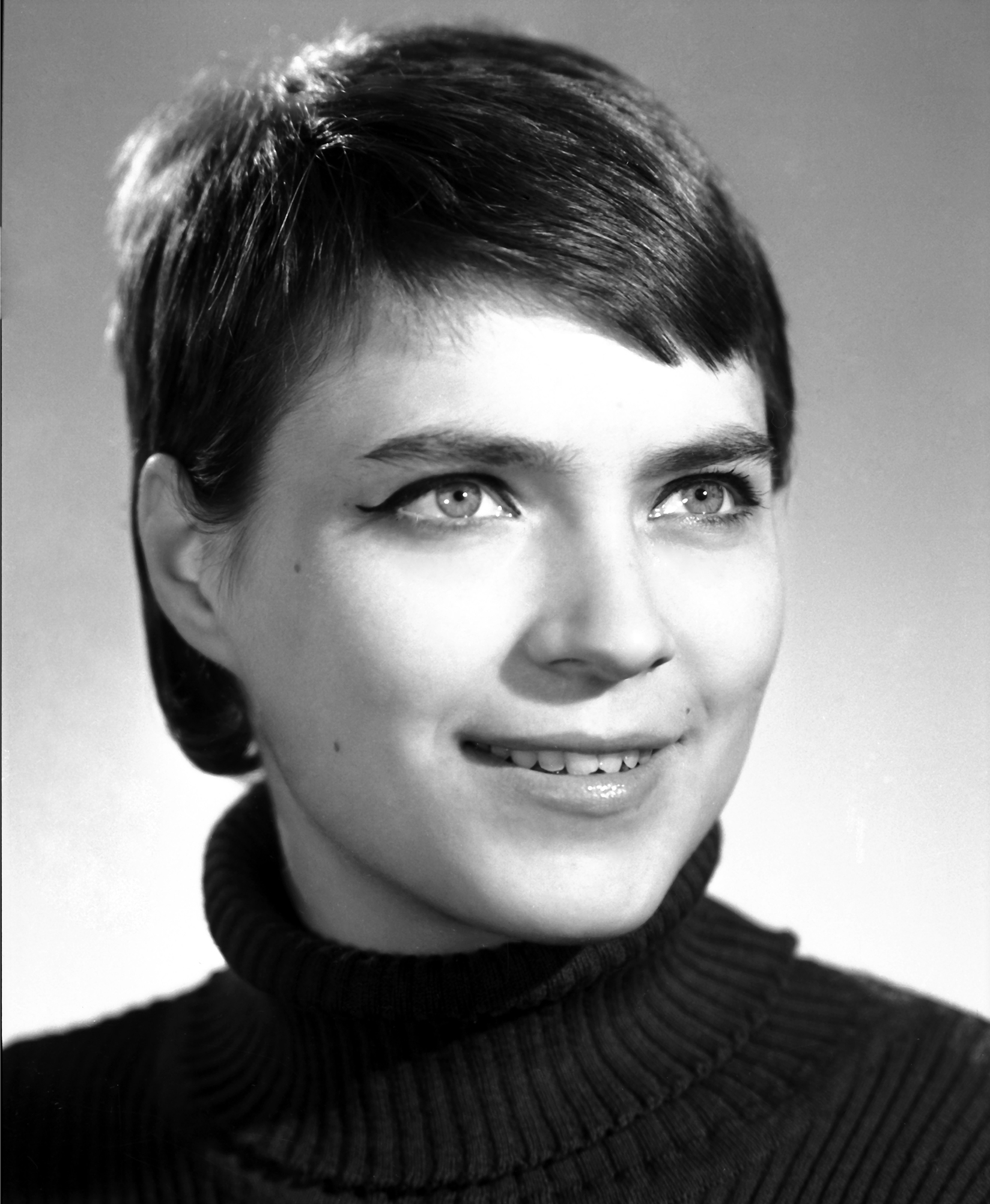
Kati Kovács (* 1944)

- Kovács, Ladislav (* 1991), slowakischer E-Sportler
- Kovács, Lajos (1894–1961), ungarischer Fußballspieler und -trainer
- Kovács, László (1933–2007), ungarisch-US-amerikanischer Kameramann
- Kovács, László (* 1939), ungarischer Politiker
- Kovacs, Laura (* 1980), ungarische Informatikerin und Universitätsprofessorin
- Kovács, Lehel (* 1974), ungarischer Kunstmaler und Kunstdozent
- Kovács, Margit (1902–1977), ungarische Keramikkünstlerin
- Kovács, Mária (* 1981), ungarische Boxerin
- Kovacs, Martin (* 1980), deutscher Klassischer Archäologe
- Kovács, Matyas (* 1997), rumänischer Eishockeyspieler
- Kovacs, Mijou (* 1957), österreichische SchauspielerinMijou Kovacs (* 1957)

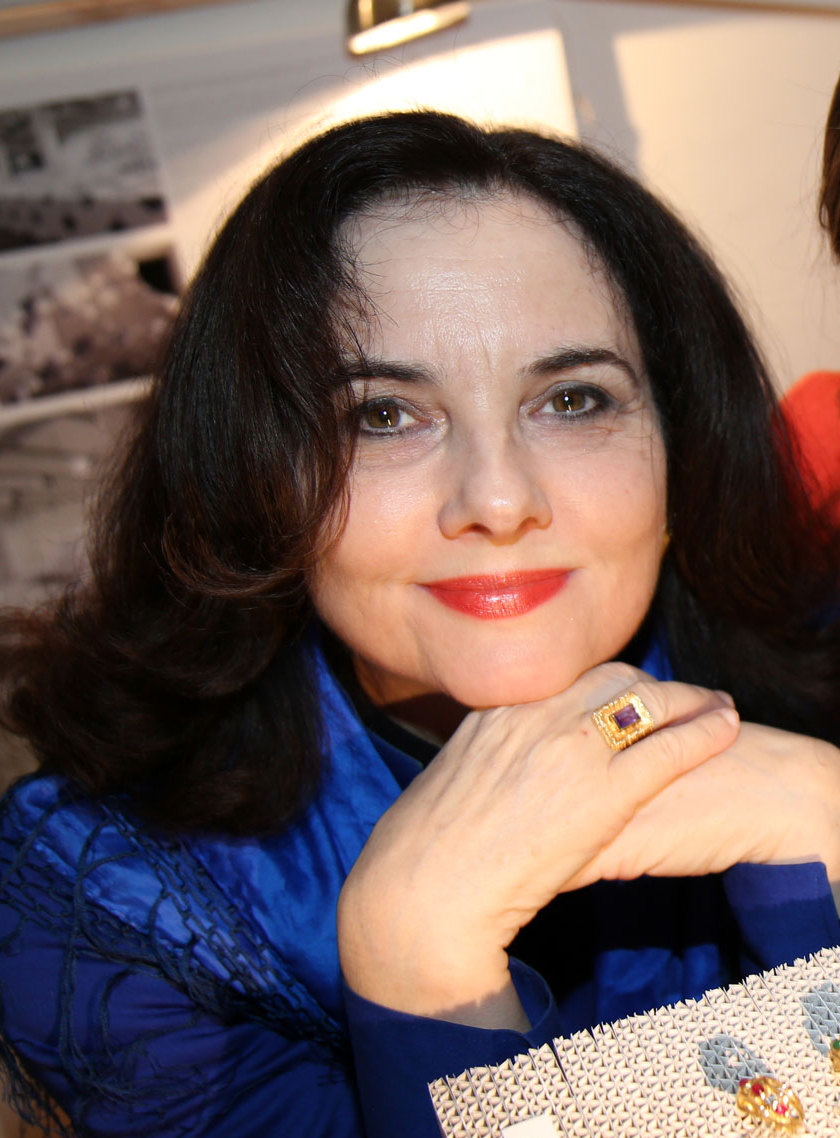
Mijou Kovacs (* 1957)

- Kovacs, Nicolae (1911–1977), rumänischer Fußballspieler und -trainer
- Kovács, Pál (1912–1995), ungarischer Säbelfechter und Olympiasieger
- Kovács, Patrik (* 1996), ungarischer Dartspieler
- Kovács, Patrik (* 2005), ungarischer Fußballspieler
- Kovacs, Paul (* 1990), australischer Skilangläufer
- Kovács, Péter (* 1939), ungarischer Kunsthistoriker
- Kovács, Péter (* 1955), ungarischer Handballspieler
- Kovács, Péter (* 1959), ungarischer Jurist, Hochschullehrer und Richter am Internationalen Strafgerichtshof
- Kovács, Péter (1959–2024), ungarischer Gerätturner
- Kovács, Péter (* 1969), ungarischer Historiker, Archäologe und Klassischer Philologe
- Kovacs, Philipp (* 1982), deutscher Koch
- Kovács, Richárd (* 1997), ungarischer Boxer
- Kovács, Robert (* 1976), ungarischer Kirchenmusiker und Konzertorganist
- Kovács, Robin (* 1996), schwedischer Eishockeyspieler
- Kovács, Sarolta (* 1991), ungarische Pentathletin
- Kovacs, Sharon (* 1990), niederländische SängerinSharon Kovacs (* 1990)

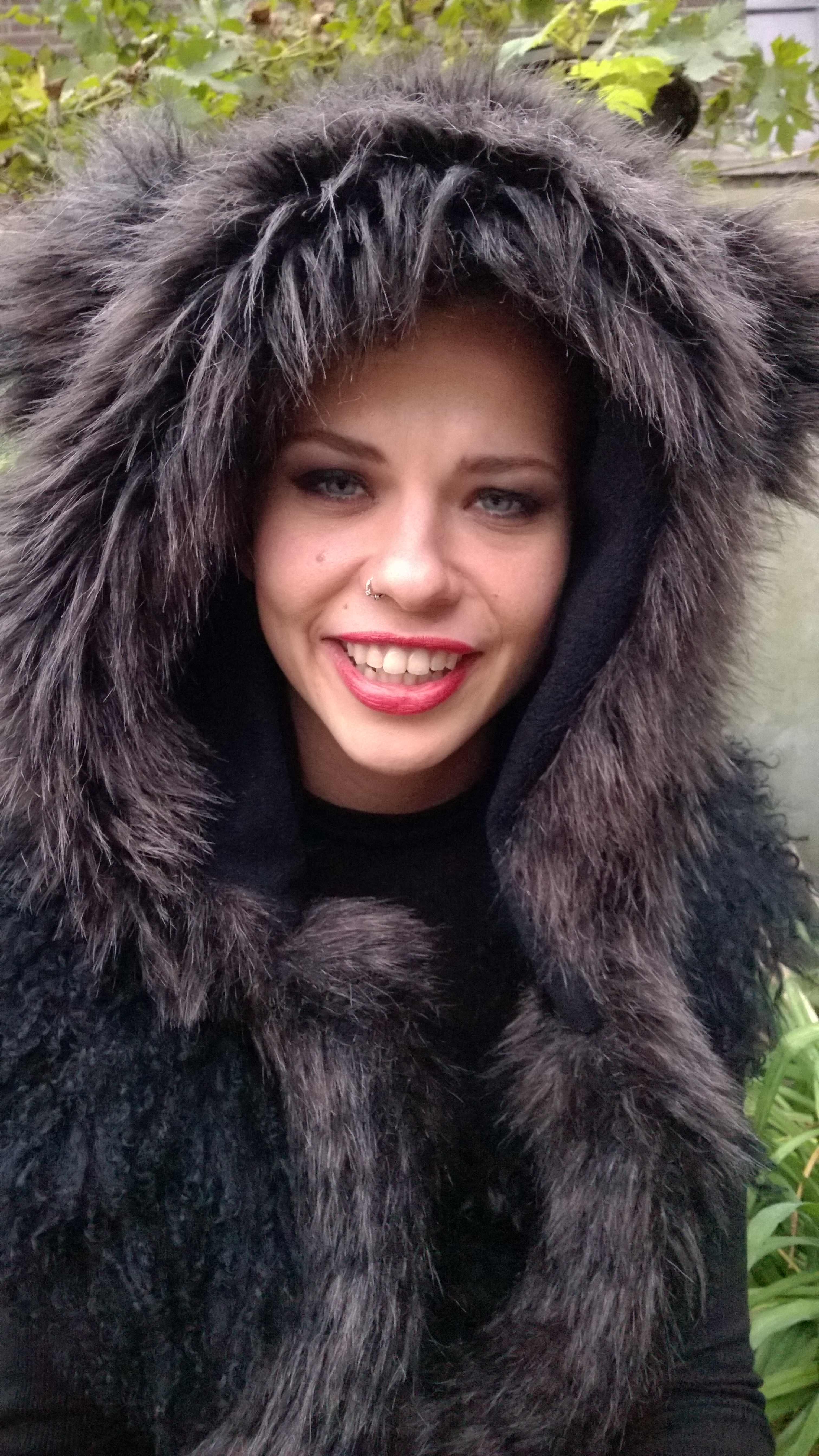
Sharon Kovacs (* 1990)

- Kovács, Ștefan (1920–1995), rumänischer Fußballspieler und -trainer
- Kovacs, Steven, US-amerikanisch-ungarischer Filmproduzent und Filmregisseur etc.
- Kovács, Tamás (* 1943), ungarischer Säbelfechter
- Kovács, Tibor (1940–2013), ungarischer Archäologe und Museumsleiter
- Kovács, Vilma (1883–1940), ungarische Psychoanalytikerin
- Kovács, Vince (1886–1974), ungarischer Geistlicher
- Kovács, Zoltán (* 1957), ungarischer Jurist und Politiker, Mitglied des Parlaments
- Kovács, Zoltán (* 1964), ungarischer Sportschütze
- Kovács, Zoltán (* 1973), ungarischer Fußballspieler
- Kovács, Zoltán (* 1977), ungarischer Gewichtheber
- Kovács, Zoltán (* 1986), ungarischer Volleyballspieler
- Kovács, Zsigmond (1820–1887), ungarischer Geistlicher
- Kovács, Zsófia (* 1984), ungarische Badmintonspielerin
- Kovács, Zsófia (* 1988), ungarische Triathletin
- Kovács, Zsuzsa (* 1965), ungarische Badmintonspielerin
- Kovács, Zsuzsanna (* 1984), ungarische Badmintonspielerin
- Kovacs-Koller, Etelka (1952–2023), deutsch-ungarische Malerin
- Kovácsi, Aladár (1932–2010), ungarischer Pentathlet
- Kovacsovics, Wilfried K. (1953–2024), österreichischer Archäologe

#### Kovag
- Kővágó, Zoltán (* 1979), ungarischer Diskuswerfer

#### Koval
- Koval, Alexander (1922–1986), deutscher Literat
- Koval, George Abramowitsch (1913–2006), sowjetischer Geheimdienstoffizier
- Koval, J. J. (* 1992), US-amerikanischer Fußballspieler
- Koval, Ota (1931–1991), tschechoslowakischer Filmregisseur
- Kovalainen, Heikki (* 1981), finnischer AutomobilrennfahrerHeikki Kovalainen (* 1981)

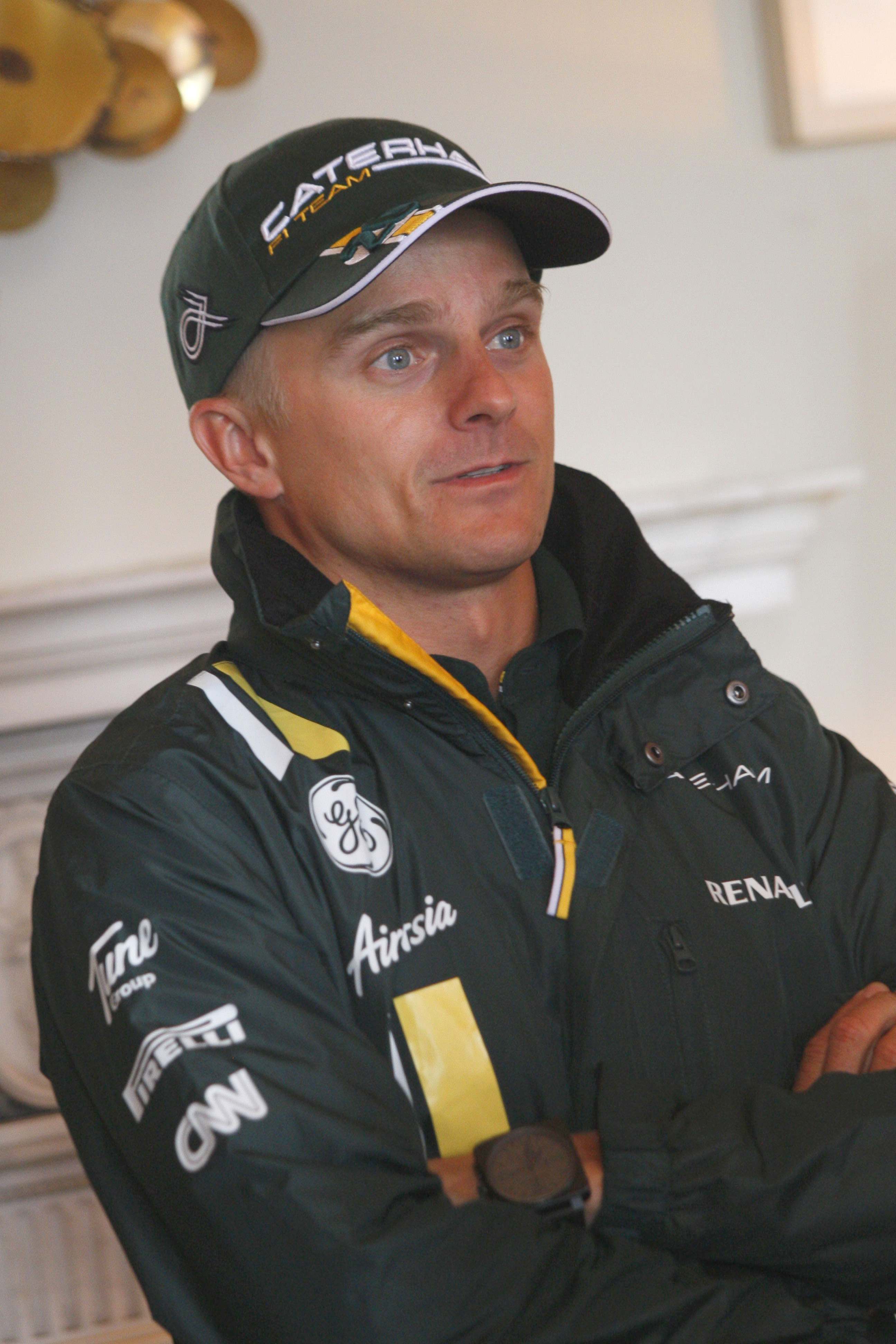
Heikki Kovalainen (* 1981)

- Kovalainen, Kati (* 1975), finnische Eishockeyspielerin
- Kovalcik, Zak (* 1983), US-amerikanischer Bahnradsportler
- Kovalčikas, Gintautas (* 1947), litauischer Forstwirt und Politiker
- Kovalenko, Julia (* 1988), deutsche Filmeditorin
- Kovalenko, Maksym (* 1982), ukrainischer Chemiker, Professor für anorganische Chemie an der ETH Zürich
- Kovalenko, Valentin (* 1975), usbekischer Fußballschiedsrichter
- Kovalenko-Kõlvart, Anastassia (* 1991), estnischer Motorrad-Rennfahrerin, Rechtsanwältin und Politiker, Mitglied des Riigikogu
- Kovaleski, Serge F. (* 1961), US-amerikanischer Enthüllungsjournalist
- Kovalev, Pasha (* 1980), russischer Latein-Tänzer
- Kovaleva, Valeriya (* 2003), usbekische Skirennläufer
- Kovalevski, Bärbel (* 1937), deutsche Historikerin und Museologin
- Kovalevsky, Jean (1929–2018), französischer Astronom
- Kovalevsky, Vladimir (* 1927), Physiker
- Kovalic, John (* 1962), englischer Comiczeichner
- Kovalik, Dan (* 1968), amerikanischer Anwalt
- Kovalík, Jozef (* 1992), slowakischer Tennisspieler
- Kovaljeff, Kai (* 1985), finnischer Nordischer Kombinierer und Skispringer
- Kovaļovs, Andrejs (* 1989), lettischer Fußballspieler
- Kovals, Ainārs (* 1981), lettischer Speerwerfer
- Kovalskaja, Jekaterina (* 1999), litauische Volleyball- und Beachvolleyballspielerin
- Kovalsky, Matisyahu (1880–1936), Schauspieler
- Kovalyov, Anton (* 1992), argentinischer Schachgroßmeister

#### Kovam
- Kõvamees, Raissa (1907–1989), estnische Schriftstellerin

#### Kovan
- Kovanda, Jiří (* 1953), tschechischer Künstler
- Kovanda, Zdeněk, tschechoslowakischer Radrennfahrer
- Kovanen, Tauno (1917–1986), finnischer Ringer
- Kovanen, Tommi (* 1975), finnischer Eishockeyspieler
- Kovanko, Nathalie (1899–1967), ukrainisch-russische Filmschauspielerin

#### Kovar
- Kovář, Jakub (* 1988), tschechischer Eishockeytorwart
- Kovář, Jan (* 1990), tschechischer Eishockeyspieler
- Kovář, Jan Karel (1709–1749), Freskenmaler
- Kovář, Jaroslav (1936–2001), tschechischer Maler, Graphiker und Radierer
- Kovar, Karl-Artur (1938–2023), deutscher Pharmazie-Hochschullehrer für instrumentelle Analytik und Suchtpharmazie
- Kovář, Martin (* 1977), tschechischer Handballspieler
- Kovář, Matěj (* 2000), tschechischer Fußballtorhüter
- Kovář, Michal (* 1973), tschechischer Fußballspieler
- Kovar, Misha (* 1982), österreichische Künstlerin (Musicaldarstellerin, Sängerin und Schauspielerin)Misha Kovar (* 1982)

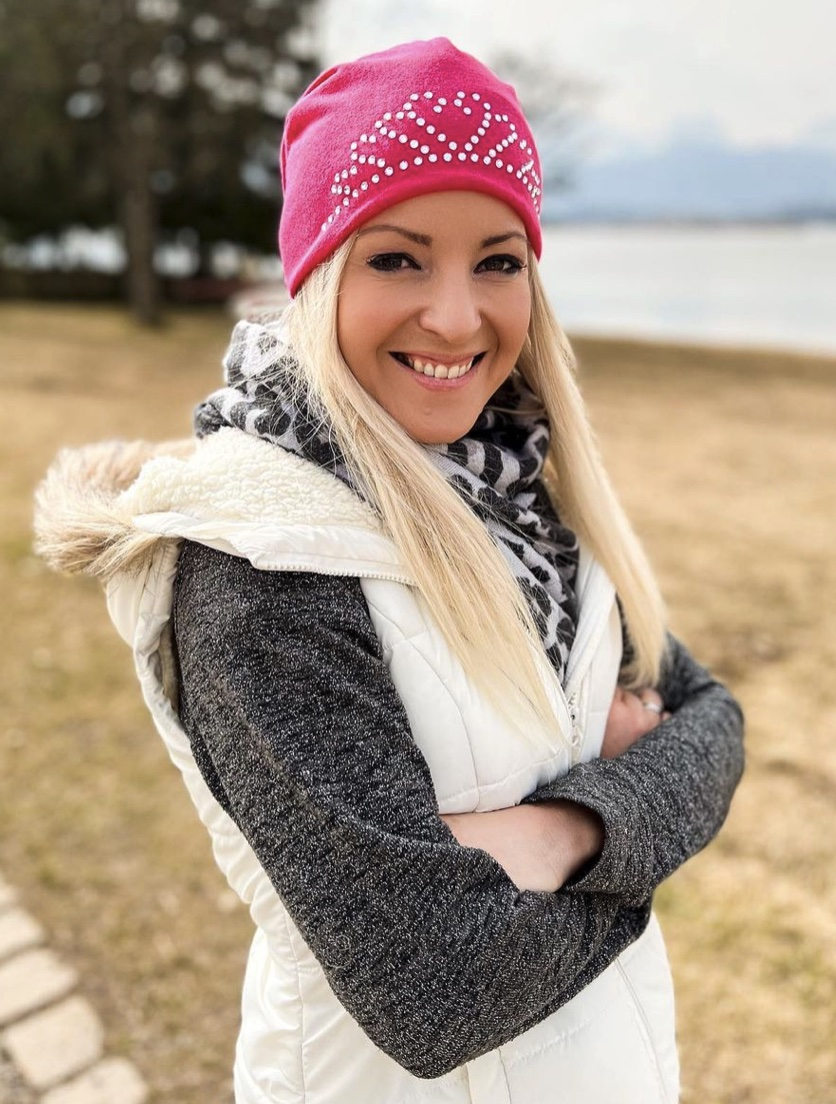
Misha Kovar (* 1982)

- Kővári, Ildikó (1930–2022), ungarische Skirennläuferin
- Kovári, Kálmán (* 1937), Schweizer Bauingenieur und Hochschullehrer
- Kővári, Károly (1912–1978), ungarischer Wintersportler
- Kövari, Susanne (* 1941), österreichische Politikerin (SPÖ), Abgeordnete zum Nationalrat, Mitglied des Bundesrates
- Kovaříček, František (1924–2003), tschechischer Komponist und Musikpädagoge
- Kovařík, František (* 1965), tschechischer Arachnologe
- Kovařík, Jiří (* 1963), tschechischer Eishockeyspieler
- Kovařík, Josef (* 1966), tschechoslowakischer nordischer Kombinierer
- Kovarik, Leopoldine (1919–1943), österreichische Postbeamtin und Widerstandskämpferin gegen den Nationalsozialismus
- Kovaříková, Radka (* 1975), tschechische Eiskunstläuferin
- Kovářová, Daniela (* 1964), tschechische Juristin, Schriftstellerin und ehemalige Politikerin
- Kovářová, Marie (1927–2023), tschechoslowakische Kunstturnerin
- Kovářová, Sára (* 1999), tschechische Handballspielerin
- Kovářová, Veronika (* 1986), tschechische Fußballschiedsrichterin
- Kovařovic, Karel (1862–1920), tschechischer Komponist und Dirigent
- Kövary, Georg (1922–2009), ungarisch-österreichischer Schriftsteller

#### Kovas
- Kovas, Paulius Egidijus, litauischer Medien-Manager
- Kovasits, Gerhard (1953–2016), österreichischer Politiker (FPÖ), Landtagsabgeordneter

#### Kovat
- Kováts, Ervin (1927–2012), ungarisch-schweizerischer Chemiker
- Kovats, Mirko (* 1948), österreichischer Investor
- Kovátsch, Joseph (1799–1839), österreichischer Kupferstecher
- Kovatsch, Manfred (* 1940), österreichischer Architekt und Hochschullehrer
- Kovatsch, Mats (* 1989), Schweizer Volleyball- und Beachvolleyballspieler

#### Kovaz
- Kovazh, Julius (1930–2012), österreichischer Fußball-Nationalspieler

### Kovc
- Kovce, Philip (* 1986), deutscher Autor
- Kovčo, Marija (* 1988), kroatische Schauspielerin und Sängerin

### Kove
- Kove, Martin (* 1946), US-amerikanischer SchauspielerMartin Kove (* 1946)

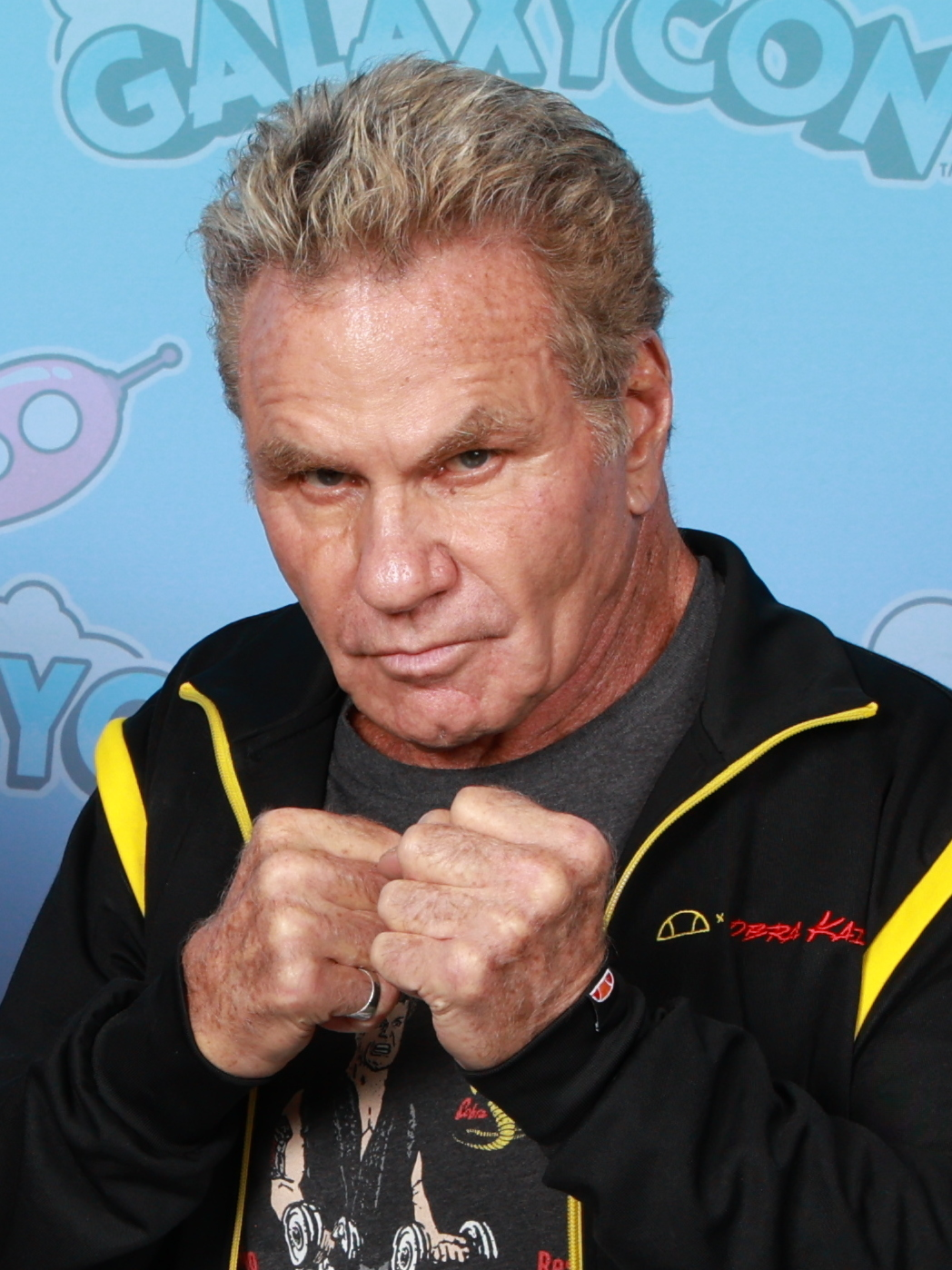
Martin Kove (* 1946)

- Kove, Torill (* 1958), norwegisch-kanadische Animatorin
- Koven, James (* 1973), US-amerikanischer Ruderer
- Köver, Chris (* 1979), deutsche Journalistin und Feministin
- Kövér, László (* 1959), ungarischer Politiker, Mitglied des Parlaments
- Koverhult, Tommy (1945–2010), schwedischer Jazzmusiker (Saxophone, Flöte)
- Kovermann, Hans (1918–1986), deutscher Fußballspieler
- Koverovas, Paulius (* 1970), litauischer Wirtschaftsjurist, Rechtsanwalt und Politiker
- Köves, Csaba (* 1966), ungarischer Säbelfechter
- Köves, Gábor (* 1970), ungarischer Tennisspieler
- Köves, Iván (1926–2015), deutscher Fotograf, Autor, Musiker, Kunstwissenschaftler und Dozent für Kunsterziehung
- Kövès, Tibor (* 1903), ungarischer Autor
- Köves-Zulauf, Thomas (1923–2022), deutscher Klassischer Philologe und Religionswissenschaftler
- Kövesházi-Kalmár, Elsa (1876–1956), österreichisch-ungarische Bildhauerin, Lithographin und Kunstgewerblerin
- Kövesi, Laura Codruța (* 1973), rumänische JuristinLaura Codruța Kövesi (* 1973)

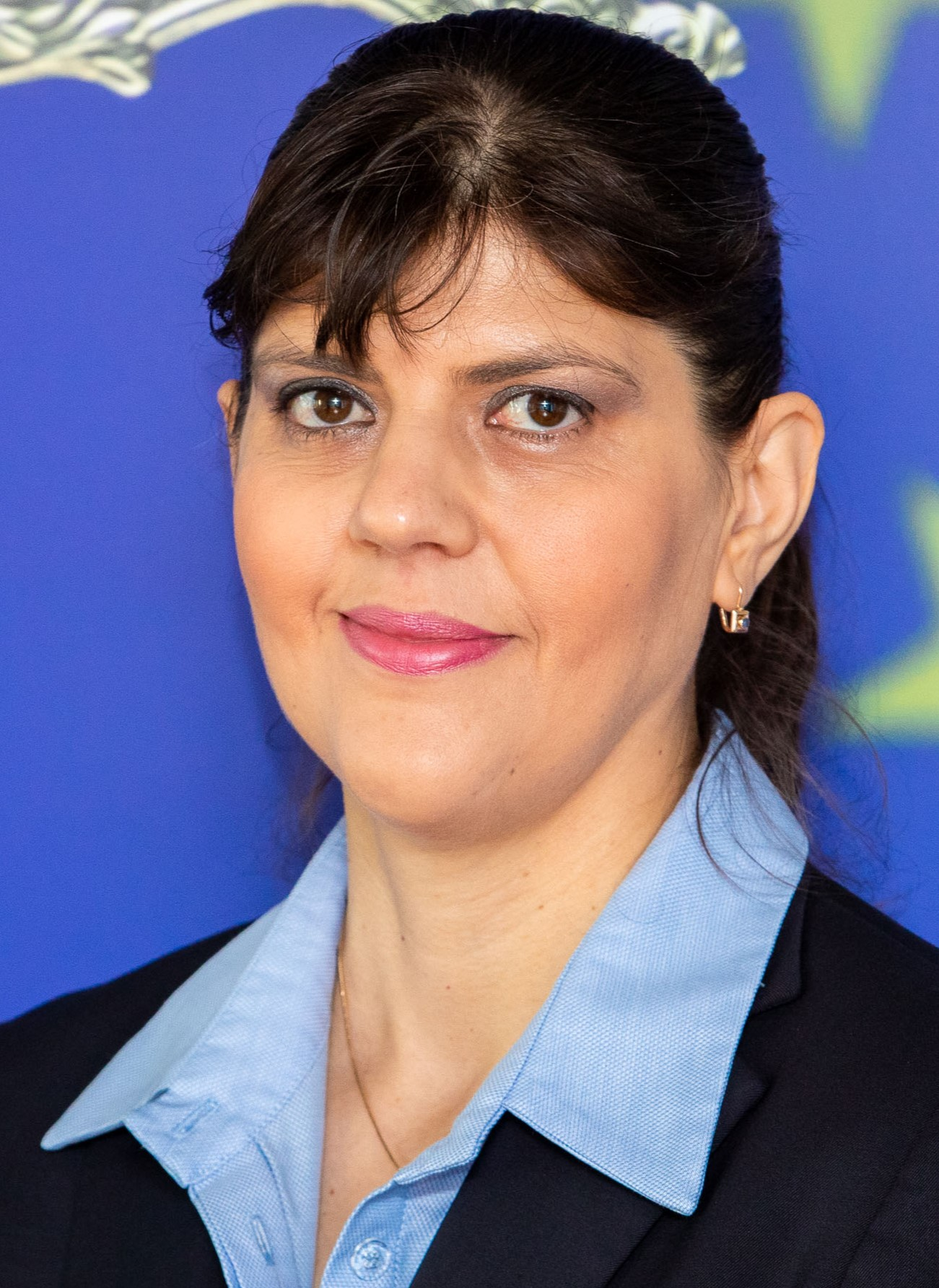
Laura Codruța Kövesi (* 1973)

- Kövesligethy, Radó von (1862–1934), ungarischer Astronom und Geophysiker
- Kövess von Kövesshaza, Hermann (1854–1924), österreichisch-ungarischer Feldmarschall und letzter Oberkommandierender der k.u.k. Armee
- Kövess, Géza (1896–1977), österreichischer Offizier und Historiker

### Kovi
- Kövi-Zalai, Mária (1924–2013), ungarische Turnerin
- Kovič, Kajetan (1931–2014), jugoslawisch-slowenischer Dichter und Übersetzer
- Ković, Marko (* 1985), schweizerisch-kroatischer Sozialwissenschafter
- Kovic, Ron (* 1946), US-amerikanischer FriedensaktivistRon Kovic (* 1946)

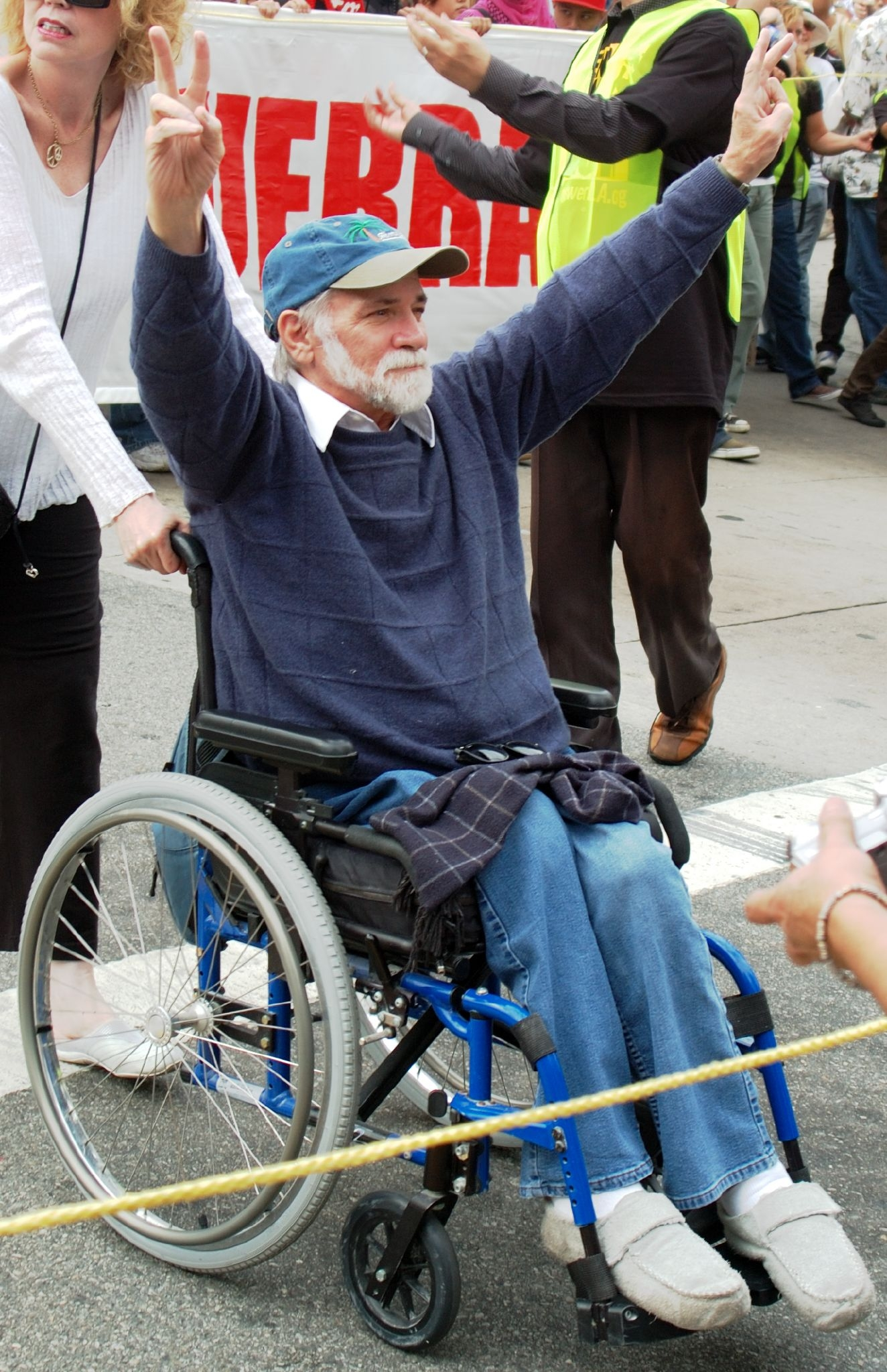
Ron Kovic (* 1946)

- Kovic, Vana, Theaterschauspielerin
- Koviloski, Slavčo (* 1978), mazedonischer Lyriker, Prosaiker, Literarhistoriker, Kulturwissenschaftler und Herausgeber
- Kovind, Ram Nath (* 1945), indischer Politiker
- Kovinić, Danka (* 1994), montenegrinische Tennisspielerin
- Kovit Noyyam (* 1994), thailändischer Fußballspieler
- Kovitvanit, Francis Xavier Kriengsak (* 1949), thailändischer Geistlicher, römisch-katholischer Erzbischof von Bangkok und Kardinal

### Kovn
- Kovner, Abba (1918–1987), israelischer Schriftsteller und Widerstandskämpfer

### Kovo
- Kovolick, Philip (* 1908), US-amerikanischer Mobster
- Kovoor, Abraham (1898–1978), sri-lankischer Rationalist
- Kovos, Sotiris (* 1965), griechischer Automobildesigner

### Kovr
- Kovrig, Ákos (* 1982), ungarischer Fußballspieler